# Delgadus sanchezi
Delgadus sanchezi is een insect uit de familie van de mierenleeuwen (Myrmeleontidae), die tot de orde netvleugeligen (Neuroptera) behoort. 
Delgadus sanchezi is voor het eerst wetenschappelijk beschreven door Navás in 1914.